# Antonella Rebuzzi
Antonella Rebuzzi (Alzano Lombardo, 29 de julho de 1950 - 3 de julho de 2018) foi uma política italiana. 

## Carreira
Ela serviu como um senadora de 2006 a 2008.
Morreu em 3 de julho de 2018.